# Glypta albitibia
Glypta albitibia là một loài tò vò trong họ Ichneumonidae.